# Дзерубия
Дзерубия (фр. Zérubia, корс. Zirubia) — коммуна во Франции, находится в регионе Корсика. Департамент коммуны — Южная Корсика. Входит в состав кантона Таллано-Скопамене. Округ коммуны — Сартен.
Код INSEE коммуны — 2A357.

## Население
Население коммуны на 2008 год составляло 29 человек.
| 1962 | 1968 | 1975 | 1982 | 1990 | 1999 | 2008 |
| ---- | ---- | ---- | ---- | ---- | ---- | ---- |
| 60   | 50   | 40   | 27   | 34   | 29   | 29   |

## Экономика
В 2007 году среди 21 человека в трудоспособном возрасте (15—64 лет) 17 были экономически активными, 4 — неактивными (показатель активности — 81,0 %, в 1999 году было 50,0 %). Из 17 активных работало 13 человек (6 мужчин и 7 женщин), безработных было 4 (1 мужчина и 3 женщины). Среди 4 неактивных 1 человек был учеником или студентом, 2 — пенсионерами, 1 был неактивным по другим причинам.